# Foot-Ball Club Barcelona 1928-1929
Questa voce raccoglie le informazioni riguardanti la Foot-Ball Club Barcelona nelle competizioni ufficiali della stagione 1928-1929.

## Rosa
Fonte:
| N. |                     | Ruolo | Calciatore                         |
| -- | ------------------- | ----- | ---------------------------------- |
|    | Ungheria (bandiera) | P     | Franz Platko                       |
|    | Spagna (bandiera)   | P     | Manuel Vidal Hermosa               |
|    | Spagna (bandiera)   | P     | Jaime Uriach Lafita                |
|    | Spagna (bandiera)   | P     | Ramón Llorens Pujadas              |
|    | Spagna (bandiera)   | D     | Vicente Saura                      |
|    | Germania (bandiera) | D     | Emil Walter                        |
|    | Spagna (bandiera)   | D     | Cristóbal Martí                    |
|    | Spagna (bandiera)   | D     | Andreu Bosch Girona                |
|    | Spagna (bandiera)   | D     | Esteban Pedrol                     |
|    | Spagna (bandiera)   | D     | Francesc Bussot Garreta            |
|    | Spagna (bandiera)   | D     | Patricio Arnau                     |
|    | Spagna (bandiera)   | D     | Enrique Mas                        |
|    | Spagna (bandiera)   | C     | José Carlos Castillo García-Tudela |

| N. |                   | Ruolo | Calciatore          |
| -- | ----------------- | ----- | ------------------- |
|    | Spagna (bandiera) | C     | José Sastre Perciba |
|    | Spagna (bandiera) | C     | Vicente Piera       |
|    | Spagna (bandiera) | C     | Ramón Guzmán        |
|    | Spagna (bandiera) | C     | Josep Obiols        |
|    | Spagna (bandiera) | C     | Ramón Parera        |
|    | Spagna (bandiera) | A     | Manuel Parera       |
|    | Spagna (bandiera) | A     | Antonio García      |
|    | Spagna (bandiera) | A     | Josep Samitier      |
|    | Spagna (bandiera) | A     | Ángel Arocha        |
|    | Spagna (bandiera) | A     | Joan Ramon i Pera   |
|    | Spagna (bandiera) | A     | Emilio Sagi Liñán   |
|    | Spagna (bandiera) | A     | Ramón Campabadal    |